# Unterseeboot UB-7
Pour les autres navires du même nom, voir Unterseeboot 7.
L'Unterseeboot UB-7 est un sous-marin (U-Boot) allemand de type UB I utilisé par la Kaiserliche Marine pendant la Première Guerre mondiale. Il a disparu en mer Noire en septembre 1916.

## Conception
Après l’avancée rapide de l’armée allemande le long de la côte de la mer du Nord au début de la Première Guerre mondiale, la marine impériale allemande s’est retrouvée sans sous-marins appropriés pouvant être utilisés dans les eaux étroites et peu profondes au large des Flandres,. Le projet 34, un effort de conception commencé à la mi-août 1914, a produit la conception du Type UB I : un petit sous-marin qui pouvait être expédié par chemin de fer jusqu’à un port d’opérations et rapidement assemblé. Contrainte par les limites de taille des chemins de fer, la conception de l’UB I prévoyait un bateau d’environ 28 mètres de long et déplaçant environ 125 tonnes, avec deux tubes lance-torpilles. L'UB-7 faisait partie du lot initial de huit sous-marins, numérotés UB-1 à UB-8, commandés le 15 octobre à Germaniawerft de Kiel, un peu moins de deux mois après le début de la planification de la classe,.
L'UB-7 mesurait 28,10 mètres de long, 3,15 mètres de large et avait un tirant d'eau de 3,03 mètres. Il était équipé d’un seul moteur Diesel Daimler 4 cylindres de 59 ch (44 kW) pour la navigation en surface, et d’un seul moteur électrique Siemens-Schuckert de 119 ch (89 kW) pour la navigation sous-marine, tous deux entraînant un seul arbre d'hélice. Ses vitesses de pointe étaient de 6,47 nœuds (11,98 km/h) en surface et de 5,51 nœuds (10,20 km/h) en immersion. À des vitesses plus modérées, il pouvait naviguer jusqu’à 1650 milles marins (3 060 km) en surface avant de devoir se ravitailler, et jusqu’à 45 milles marins (83 km) en immersion avant de recharger ses batteries. Comme tous les bateaux de la classe, l'UB-7 était évalué à une profondeur de plongée de 50 mètres et pouvait s’immerger complètement en 33 secondes.
L'UB-7 avait un déplacement entre 127 et 142 tonnes, selon qu’il était en surface ou immergé. Il transportait deux torpilles de 450 mm pour ses deux tubes lance-torpilles d’étrave et était également armé d’une mitrailleuse de 8 millimètres montée sur le pont. L’effectif standard de l'UB-7 se composait d’un officier et de treize hommes du rang.

## Carrière
L'UB-7 a été commandé en octobre 1914 et a été mis sur cale au chantier naval Germaniawerft à Kiel le 30 novembre. Alors que la construction de l'UB-7 touchait à sa fin au début du mois de mars 1915, Enver Pacha et d’autres dirigeants turcs ont supplié leurs alliés allemands et austro-hongrois d’envoyer des sous-marins dans les Dardanelles pour aider à attaquer les flottes britannique et française qui pilonnaient les positions turques. Les Allemands ont incité la marine austro-hongroise (en allemand : Kaiserliche und Königliche Kriegsmarine ou K.u.K. Kriegsmarine) à envoyer deux bateaux (les U-3 et U-4 construits par Germaniawerft) avec la promesse de recevoir les UB-7 et UB-8 en remplacement.
Lorsque les travaux sur l'UB-7 et l'UB-8 furent terminés au chantier de Germaniawerft, ils furent tous deux prêts pour l’expédition par voie ferrée. Le processus d’expédition d’un bateau UB I impliquait de décomposer le sous-marin en ce qui était essentiellement un kit. Chaque bateau a été découpé en une quinzaine de morceaux et chargé sur huit wagons plats. Les bateaux étaient prêts à être expédiés à la principale base navale autrichienne de Pola le 15 mars, malgré le fait que les deux bateaux autrichiens n’étaient toujours pas prêts. Les ingénieurs et techniciens allemands qui accompagnaient les bateaux allemands à Pola travaillaient sous la supervision du Kapitänleutnant Hans Adam, chef du commandement spécial des sous-marins allemands nouvellement créé (en allemand : Sonderkommando). En règle générale, le processus d’assemblage d’un UB I prenait environ deux à trois semaines et, par conséquent, l'UB-7 a été lancé à Pola en avril.
Au cours de ses essais, l'UB-7 a subi une fuite qui a pris un certain temps à être réparée. Entre-temps, on lui attribue le numéro autrichien de U-7 et un commandant autrichien,. Son équipage allemand à Pola – puisque c’était toujours le plan que l'UB-7 soit transféré à la K.u.K. Kriegsmarine – portait soit des vêtements civils, soit des uniformes autrichiens. Alors que le temps passait, les U-3 et U-4 autrichiens n’étaient toujours pas prêts, et finalement l’amiral Anton Haus, le chef de la marine autrichienne, revint sur son engagement en raison de l’hostilité ouverte de l’Italie voisine et ancienne alliée.
Avec le changement d’avis des Autrichiens, l’Allemagne décida de conserver l'UB-7 et de l’envoyer au secours des Turcs. Ainsi, à la fin des réparations de sa fuite, le bateau a été mis en service dans la marine impériale allemande le 6 mai, sous le nom de UB-7 et sous le commandement de l'Oberleutnant zur See Wilhelm Werner, un jeune homme de 26 ans originaire d’Apolda. Lors de sa mise en service, le bateau rejoint temporairement la flottille de Pola (en allemand : Deutsche U-Halbflotille Pola).
En raison de son rayon d'action limité, l'UB-7 n’aurait pas été en mesure de faire tout le voyage vers la Turquie, de sorte que dans la nuit du 15 au 16 mai, il a été remorqué par le destroyer autrichien SMS Triglav à travers le canal d'Otrante et dans la mer Ionienne. En juin, l'UB-7 atteint Smyrne, n’ayant remporté aucune victoire lors de son voyage, et rejoint l'U-21 et l'UB-8 dans la flottille de Constantinople (en allemand : U-boote der Mittelmeer division in Konstantinopel). Une fois sur place, l'UB-7 se révèle inefficace car il est gêné par son approvisionnement limité en torpilles et ses moteurs peu puissants, ce qui rend la navigation presque impossible dans les forts courants des Dardanelles. Pour cette raison, l'UB-7 est envoyé en patrouille dans la mer Noire en juillet, naviguant du 5 au 22 sans remporter de victoire.
En septembre 1915, l'UB-7 et l'UB-8 sont envoyés à Varna, en Bulgarie. De là, ils patrouillent au large de la côte russe de la mer Noire. Le 18 septembre, l'UB-7 torpille et coule le vapeur britannique Patagonia à environ 10,5 milles marins (19,4 km) d’Odessa. Le cargo de 6011 tonneaux de jauge brute, est le seul navire crédité à l'UB-7, et le seul coulé par la flottille de Constantinople au cours du mois de septembre.
Parce que la Bulgarie avait rejoint les empires centraux, les cuirassés de la flotte de la mer Noire russe et les avions des transports d'hydravions Almaz et Imperator Nikolaï Ier commencèrent à attaquer Varna et la côte bulgare le 25 octobre. L'UB-7 et l'UB-8, tous deux basés à Varna à ce moment-là, sortirent pour perturber le bombardement. Au large de Varna le 27, l'UB-7 se met en position pour tirer une torpille sur le cuirassé russe Panteleimon (plus connu sous son ancien nom de Potemkine). Bien que l’équipage de l'UB-7 ait entendu ce qu’ils pensaient être l’explosion de la torpille, celle-ci n’a pas touché le Panteleimon. Malgré l’insuccès, la tentative a amené les Russes à interrompre leurs attaques et à se retirer.
Au début de l’année 1916, l'UB-7 et l'UB-8 croisent encore dans la mer Noire au large de Varna. Les Allemands n’ont pas eu de chance en mer Noire, qui n’était pas une priorité pour eux. Les Bulgares, qui voyaient la valeur des sous-marins pour repousser les attaques russes, entamèrent des négociations pour acheter les UB-7 et UB-8. Des marins bulgares entraînés sur la paire de bateaux et des techniciens ont été envoyés à Kiel pour une formation à l’école de sous-marins allemande qui s’y trouvait,. Le transfert de l'UB-8 à la marine bulgare a eu lieu le 25 mai 1916, mais pour des raisons non rapportées dans les sources, l'UB-7 est resté sous pavillon allemand.
En juillet 1916, les Allemands envoyèrent le SMS Breslau pour miner au large de Novorossiïsk. Pour tenter de neutraliser toute réponse russe, l'UB-7 – sous le commandement de Hans Lütjohann, qui avait remplacé Werner à son retour en Allemagne pour commander le nouvel U-55, – est stationné au large de Sébastopol pour attaquer tous les navires qui naviguent. Malheureusement, les hydravions russes ont repéré l'UB-7 et ont bombardé le sous-marin, l’empêchant d’atteindre son objectif. Une fois le sous-marin mis à l’écart, le contre-amiral Alexandre Koltchak sortit avec le cuirassé Imperatritsa Mariya, le croiseur Kagul et cinq destroyers. La flotte russe engagea le combat contre le Breslau, qui fut contraint d’interrompre sa mission et de se retirer. Les sources sont muettes sur les éventuels dommages subis par l'UB-7.
Le 27 septembre 1916, l'UB-7 quitta Varna pour des opérations au large de Sébastopol et on n’entendit plus jamais parler de lui. Selon certaines sources, l'UB-7 a été coulé par une mine quelque part dans la mer Noire,. En juin 1917, un pilote russe capturé par les Allemands rapporta qu’un avion russe avait bombardé et coulé l'UB-7 le 1er octobre à la position 44° 30′ N, 33° 15′ E, près du phare de Chersonèse. Les auteurs Dwight Messimer et Robert Grant sont tous deux dubitatifs quant à cette affirmation, et le sort de l'UB-7 est toujours officiellement inconnu. Parmi les quinze hommes perdus sur l'UB-7 se trouvaient l’officier radio supérieur de la flottille de Constantinople et le premier sous-marinier bulgare perdu pendant la guerre, un stagiaire de Vidin.

## Affectations
- Flottille de Pola : du 6 mai au 21 juin 1915[4]
- Flottille de Constantinople : du 21 juin 1915 au 27 septembre 1916

## Commandants
- Oberleutnant zur See Wilhelm Werner[28] : du 6 mai 1915 au 11 avril 1916[4]
- Oblt.z.S. Hans Lütjohann[29] : du 12 avril au 27 septembre 1916

## Navires coulés[20]
| Date              | Nom                   | Nationalité    | Tonnage | Destin |
| ----------------- | --------------------- | -------------- | ------- | ------ |
| 15 septembre 1915 | Patagonia             | United Kingdom | 6011    | Sunk   |
| 8 avril 1916      | Sal’dagan             | Empire russe   | 75      | Coulé  |
| 9 avril 1916      | Gryoza                | Empire russe   | 119     | Coulé  |
| 31 août 1916      | Voilier non identifié | Empire russe   | 78      | Coulé  |